# 3. vestlige længdekreds
Den 3. vestlige længdekreds (eller 3 grader vestlig længde) er en længdekreds, der ligger 3 grader vest for nulmeridianen. Den løber gennem Ishavet, Atlanterhavet, Europa, Afrika, det Sydlige Ishav og Antarktis.